# Erna Morena
Erna Morena (Wörth am Main, 24 de abril de 1885 – Munique, 20 de julho de 1962) foi uma atriz alemã da era do cinema mudo. Ela atuou em 104 filmes entre 1913 e 1951.

## Filmografia selecionada
- Frau Eva (1916)
- Figures of the Night (1920)
- Algol (1920)

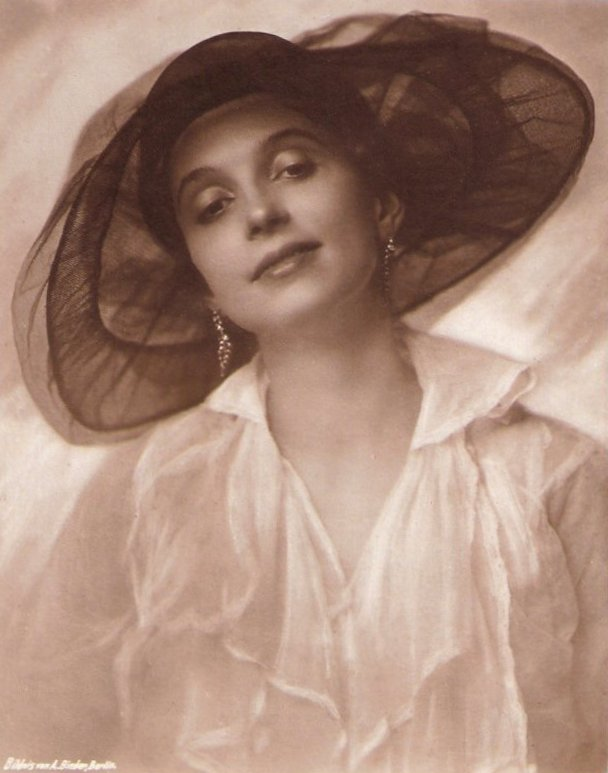
Erna Morena, 1925

- The Love Affairs of Hector Dalmore (1921)
- The Indian Tomb (1921)
- Journey Into the Night (1921)
- The Conspiracy in Genoa (1921)
- The Earl of Essex (1922)
- De bruut (1922)
- William Tell (1923)
- Mountain of Destiny (1924)
- Mother and Child (1924)
- One Does Not Play with Love (1926)
- The Adventurers (1926)
- The Trial of Donald Westhof (1927)
- Somnambul (1929)
- Misled Youth (1929)
- Scapa Flow (1930)
- The Eleven Schill Officers (1932)